# يادوا تابو
يادوا تابو (بالفيجية الهندية :jandua tamba، بالإنجليزية: Yadua Tabu، تنطق: janˈdua ˈtambu) هي جزيرة بركانية تقع في فيجي، تعد الجزيرة جزيرة خارجية لجزيرة فانوا ليفو الشمالية، وتقع مباشرةً إلى الجنوب من جزيرة يادوا الكبرى. تغطي يادوا تابو ما مساحته 0.7 كيلومتر مربع، ويبلغ أقصى ارتفاع لها 100 متر. يادوا تابو هو محمية طبيعية لحيوان الإغوانا ذو العرف الفيجي. تحتوي الجزيرة على الغابات الساحلية جافة، وهو ما يميزها عن بقية جزر فيجي. الهبوط للجزيرة ممنوع منعا باتا. في عام 1979 قامت حكومة فيجي بحماية الجزيرة عند اكتشاف لجنس الزواجف الإغوانة.